# Мормерланд
Мормерланд (нім. Moormerland) — сільська громада в Німеччині, розташована в землі Нижня Саксонія. Входить до складу району Лер.
Площа — 122 км2. Населення становить 23 987 ос. (станом на 31 грудня 2021).